# ГЕС Агуасабон
ГЕС Агуасабон – гідроелектростанція у канадській провінції Онтаріо, яка використовує деривацію ресурсу між басейнами Гудзонової затоки та Великих озер.
У 1939 році організували деривацію зі сточища річки Олбані, що впадає до затоки Джеймс (південно-східне продовження Гудзонової затоки) на південь до озера Верхнє. Для цього Кеногамі (праву притоку Олбані) перекрили греблею, утворене якою водосховище охопило озеро Лонг-Лейк. З останнього на південь через водорозділ проклали канал довжиною 8,5 км, вихід з якого контролюється дамбою, що регулює перепуск води до річки Агуасабон, притоки озера Верхнє.
У другій половині 1940-х в нижній течії Агуасабон за 4,5 км від устя звели бетонну греблю довжиною біля 0,3 км, котра разом з розташованою праворуч у сідловині насипною спорудою довжиною біля 0,4 км підняла природний рівень на 21 метр та створила водоховище Hayes Lake з площею поверхні 6,8 км2. Нове озеро розповсюдилось на захід і одна з його заток підійшла на близьку відстань до Верхнього, маючи при цьому значне перевищення по висоті. Саме тут розташували гідроелектростанцію Агуасабон, машинний за якої знаходиться на березі Верхнього та живиться через тунель довжиною 1,05 км з діаметром 4,6 метра. 
Основне обладнання станції складається з двох турбін загальною максимальною потужністю 52 МВт (на сайті власника номінальна потужність ГЕС наразі зазначена як 45 МВт), котрі використовують напір у 61 метр та забезпечують виробництво 288 млн кВт-год електроенергії на рік.
Видача продукції відбувається по ЛЕП, розрахованій на роботу під напругою 115 кВ.
Можливо також відзначити, що існує також інша схема деривації ресурсу зі сточища Олбані до озера Верхнє, котра живить каскад на річці Ніпігон (ГЕС Pine Portage та інші). 